# Giardini moghul di Wah
I giardini moghul di Wah sono un elaborato complesso verde risalente all'epoca dell'Imperatore moghul Akbar il Grande (1542-1605). I giardini si trovano in Pakistan nella città di Wah (Pakistan), nello stato del Punjab.

## Storia
Raja Maan Singh, cognato dell'Imperatore Jahangir, fu un comandante della corte dell'Imperatore Akbar. Venne dislocato tra il 1581 ed il 1596 nei pressi di Wah per fermare incursioni nemiche. Durante il suo soggiorno fece creare una vasca circondata da una struttura a dodici porte; Jahangir in persona, quando nel 1607 passò da Wah durante il suo tragitto verso Kabul, vi si fermò e si mise a pescare.
Egli scrisse nella propria autobiografia: "Mi trovavo a Baba Hasanabdal, il 12 di Muharram del 1016. A circa due miglia ad est di questo posto si trova una cascata. L'acqua scende a gran velocità. Al centro della vasca si trova l'uscita principale della cascata. Raja Maan Singh ha costruito un edificio molto piccolo. Si trova molto pesce in questa vasca della lunghezza di un quarto di iarda. Rimasi in questo bellissimo posto per tre giorni. Ho calato la rete nella vasca ed ho preso 10 o 12 pesci. Questi pesci furono gettati ancora in acqua dopo che sono state cucite delle perle nei loro nasi".
Anche l'imperatore Shah Jahan si fermò a Wah durante il proprio viaggio verso Kabul, nel 1639.